# Abcouderstraatweg
Abcouderstraatweg is een straat in Amsterdam-Zuidoost.

## Straatweg
Hier ligt al eeuwen een straat tussen Amsterdam en Abcoude en die diende lange tijd als (voorloper van de) Rijksweg 2 tussen Amsterdam en Utrecht, die westelijk van de oude weg werd aangelegd. Die oude weg begon aan de Duivendrechtsebrug en voerde al kronkelend naar het zuiden. In de jaren vijftig werden steeds meer onderdelen in het totale traject van Rijksweg 2 geopend. Op 26 juli 1962 werd het officieel aan het rijkswegennet onttrokken toen de gemeente Weesperkarspel haar haar naam gaf.
Het noordelijke deel werd na de tijd slachtoffer van de expansiedrift van Gemeente Amsterdam uitmondend in de bouw van de wijken Gaasperdam en Gein in Amsterdam-Zuidoost. Eind jaren zeventig kwam voorts een van de grootste gebouwen van de stad de weg blokkeren: het Academisch Medisch Centrum. Er bleef nog maar een klein stukje weg in gebruik, de rest is uit het landschap verdwenen op een stukje Rijksstraatweg in Duivendrecht na. Hoe groot de aanpassingen waren blijkt uit dat een van de boerderijen en rijksmonument genaamd Bijlmerlust dat aan de Abcouderstraatweg 49 stond in zijn geheel werd afgebroken en weer opgebouwd als Gein-Zuid 22. Op de oorspronkelijke plek van Bijlmerlust werd Garage Hakfort gebouwd. 
Sinds 25 augustus 1982 begint de Abcouderstraatweg "pas" bij de Tafelbergweg en loopt dan volgens het eeuwenoude traject deels langs het Abcoudermeer naar Abcoude. Bij de grens met Abcoude splitst de weg. Rechtdoor tot aan de Broekzijdselaan heet hij Nieuwe Amsterdamseweg. De weg rechtsaf langs het meer en door het dorp tot aan het kerkplein van de dorpskerk heet Amsterdamsestraatweg.
De straatweg voert in 2020 door onbebouwd gebied onderdeel van park De Hoge Dijk. Er staat hier en daar nog een gebouw; er zijn acht huisnummers inschreven (46, 48, 77, 79, 126, 128, 130A en 130B). Huisnummer 46 is daarbij van Golfbaan De Hoge Dijk.

## Afbeeldingen

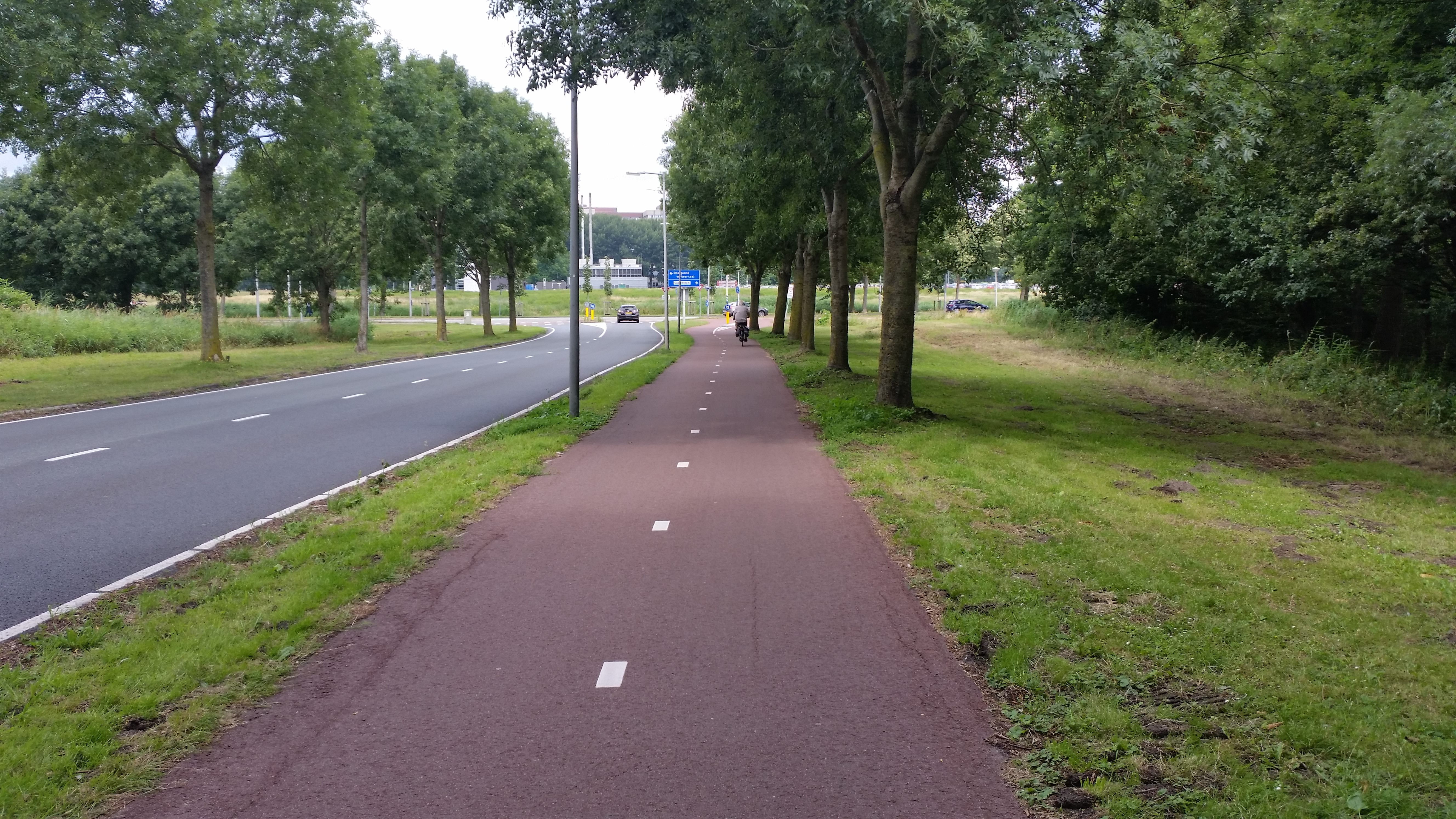
Abcouderweg gezien richting het noorden met op de achtergrond het AMC (juli 2020)
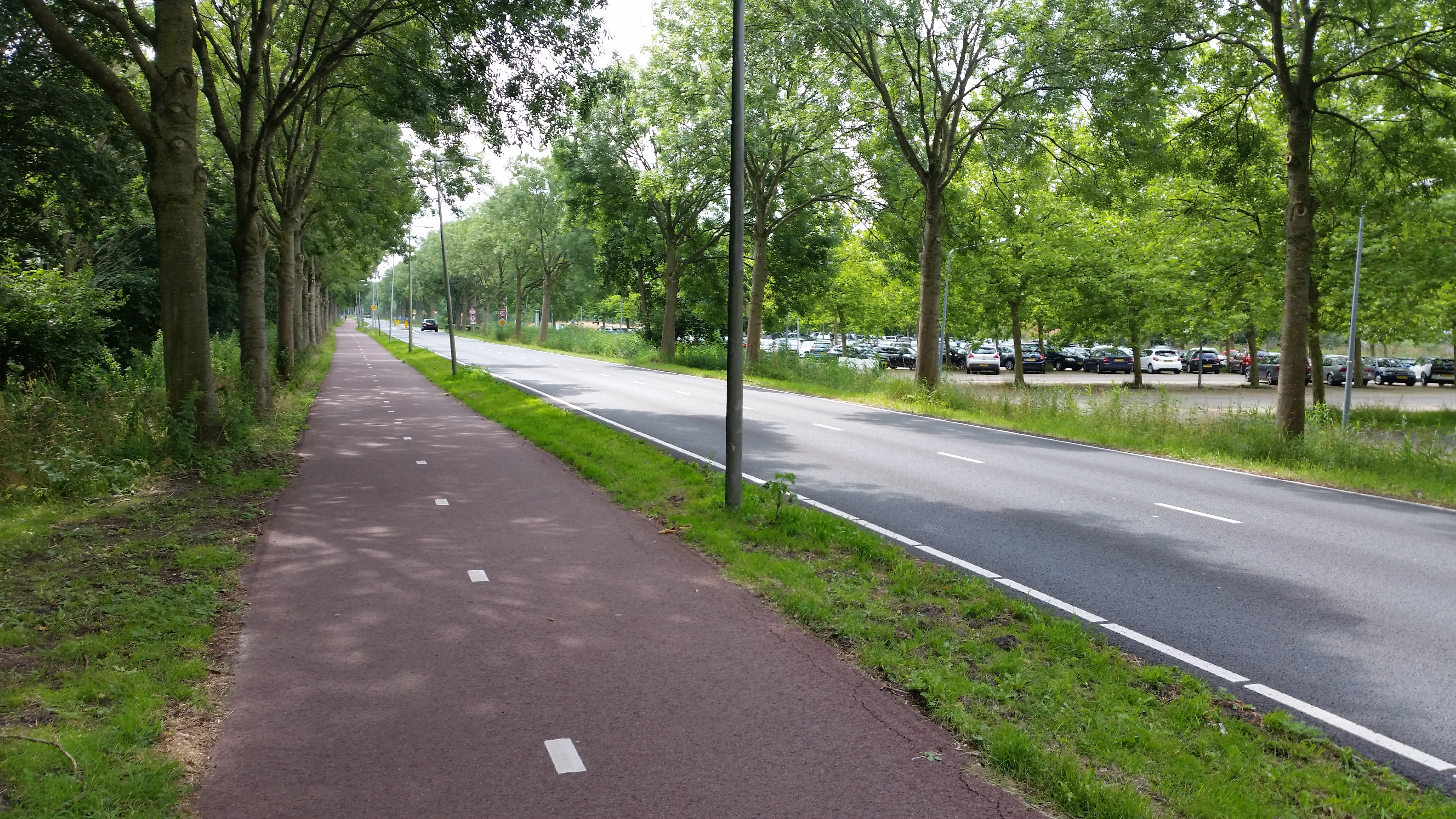
Abcouderweg gezien richting zuiden met rechts de parkeerplaats van de golfclub (juli 2020)